# Grupo 7
Grupo 7 is een Spaanse film uit 2012, geregisseerd door Alberto Rodríguez Librero.

## Verhaal
De film speelt zich af in Sevilla en laat de vijf jaren voorafgaand aan de Expo '92 zien, waarin team 7 (Grupo 7) de moeilijke taak heeft de stad vrij te maken van drugs. Het team wordt geleid door Ángel (Mario Casas) en Rafael (Antonio de la Torre), en staat bekend om hun gewelddadige methodes. Terwijl ze het ene na het andere succes behalen, neemt de weerstand tegen hun werkwijze steeds verder toe.

## Rolverdeling
| Acteur                  | Personage |
| ----------------------- | --------- |
| Antonio de la Torre     | Rafael    |
| Mario Casas             | Ángel     |
| Joaquín Núñez           | Mateo     |
| José Manuel Poga        | Miguel    |
| Julián Villagrán        | Joaquín   |
| Inma Cuesta             | Elena     |
| Lucía Guerrero          | Lucía     |
| Estefanía de los Santos | La Caoba  |
| Pedro Cervantes         | Eulogio   |
| Alfonso Sánchez         | Amador    |

## Ontvangst

### Prijzen en nominaties
De film werd genomineerd voor 16 Premios Goya, waarvan de film er twee won.
| Jaar | Evenement                       | Categorie                | Genomineerde                                                    | Resultaat   |
| ---- | ------------------------------- | ------------------------ | --------------------------------------------------------------- | ----------- |
| 2013 | Premios Goya (27ste uitreiking) | Beste film               | Grupo 7                                                         | Genomineerd |
| 2013 | Premios Goya (27ste uitreiking) | Beste regisseur          | Alberto Rodríguez Librero                                       | Genomineerd |
| 2013 | Premios Goya (27ste uitreiking) | Beste acteur             | Antonio de la Torre                                             | Genomineerd |
| 2013 | Premios Goya (27ste uitreiking) | Beste mannelijke bijrol  | Julián Villagrán                                                | Gewonnen    |
| 2013 | Premios Goya (27ste uitreiking) | Beste debuterend acteur  | Joaquín Núñez                                                   | Gewonnen    |
| 2013 | Premios Goya (27ste uitreiking) | Beste debuterend actrice | Estefanía de los Santos                                         | Genomineerd |
| 2013 | Premios Goya (27ste uitreiking) | Beste origineel scenario | Alberto Rodríguez Librero, Rafael Cobos                         | Genomineerd |
| 2013 | Premios Goya (27ste uitreiking) | Beste camerawerk         | Álex Catalán                                                    | Genomineerd |
| 2013 | Premios Goya (27ste uitreiking) | Beste montage            | José M. G. Moyano                                               | Genomineerd |
| 2013 | Premios Goya (27ste uitreiking) | Beste enscenering        | Pepe Domínguez del Olmo                                         | Genomineerd |
| 2013 | Premios Goya (27ste uitreiking) | Beste productieontwerp   | Manuela Ocón                                                    | Genomineerd |
| 2013 | Premios Goya (27ste uitreiking) | Beste geluid             | Daniel de Zayas Ramírez, Nacho Royo-Villanova, Pelayo Gutiérrez | Genomineerd |
| 2013 | Premios Goya (27ste uitreiking) | Beste speciale effecten  | Juan Ventura                                                    | Genomineerd |
| 2013 | Premios Goya (27ste uitreiking) | Beste kostuums           | Fernando García                                                 | Genomineerd |
| 2013 | Premios Goya (27ste uitreiking) | Beste grime en haarstijl | Yolanda Pina                                                    | Genomineerd |
| 2013 | Premios Goya (27ste uitreiking) | Beste filmmuziek         | Julio de la Rosa                                                | Genomineerd |